# Chantons quand même
Pour plus de détails, voir Fiche technique et Distribution.
Chantons quand même est un film français réalisé par Pierre Caron, sorti en 1940.

## Synopsis
Des soldats repartent vers le front après une période de repos.  En chemin, ils s'arrêtent dans un petit village où le sergent retrouve un amour passé.  

## Fiche technique
- Titre : Chantons quand même
- Réalisation : Pierre Caron
- Scénario : Jean Nohain
- Dialogues : Pierre Caron et Jean Nohain
- Photographie : Willy et Pierre Montazel
- Musique : Raoul Moretti
- Décors : Jean Douarinou
- Son : Bejin
- Montage : Madeleine Caplain
- Production : Alphonse Bourlet
- Pays d'origine :  France
- Format : Son mono - Noir et blanc - 35 mm
- Genre : Comédie, film musical
- Durée : 75 minutes
- Dates de sortie : 
  - France : 29 février 1940
- Affiche : Boris Grinsson (France)

## Distribution
- Annie Vernay : Rosette
- Paul Cambo : Jacques
- Noël Roquevert : le vieux villageois
- Marie Bizet : Mathilde
- Raymond Cordy : Pimpant
- Jack Wilson : le Tommy
- Guy Berry